# Brendan Fraser-filmográfia

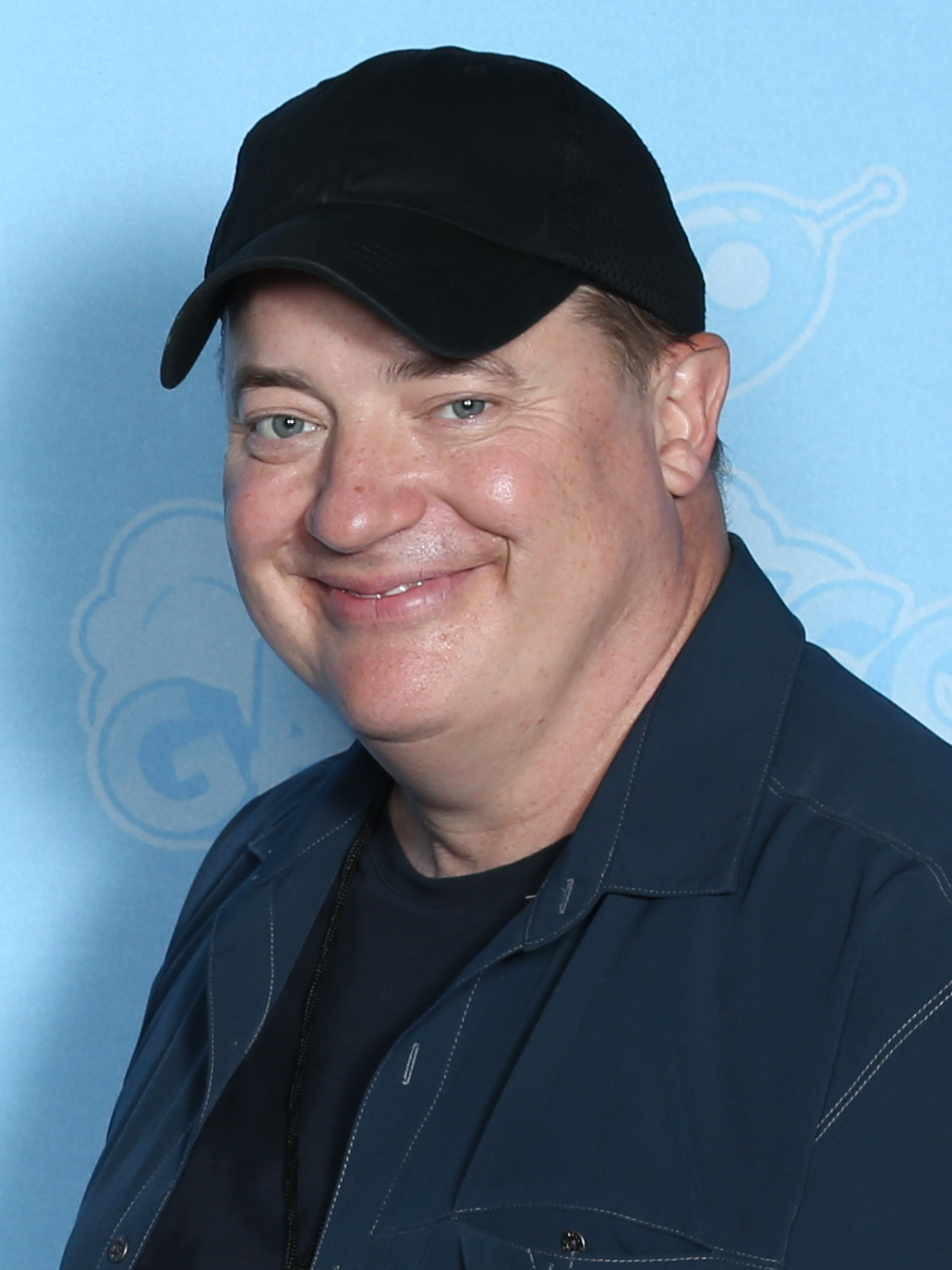
2022-ben

Brendan Fraser amerikai-kanadai színész. Blockbusterekben, vígjátékokban és filmdrámákban játszott főszerepeiről ismert. A Múmia-trilógiában (1999-2008) Rick O'Connell szerepével vált ismertté. Leggyakoribb magyar hangja Viczián Ottó, valamint Széles László.
Színészi pályafutását olyan vígjátékokkal kezdte, mint a Kőbunkó (1992), a Pancserock (1994), Az őserdő hőse (1997), a Derék Dudley (1999), a Csapás a múltból (1999), A bájkeverő (2000), a Talpig majom (2001), a Bolondos dallamok – Újra bevetésen (2003) és a Drágán add a rétedet (2010), főszerepet az Utazás a föld középpontja felé (2008) és a Tintaszív (2008) című fantasyfilmekben játszott. Ez idő alatt több filmdrámában is feltűnt; Vágyak csapdájában (1992), Tanulj, tinó! (1994), Darkly Noon passiója (1995), Érzelmek tengerében (1998), A csendes amerikai (2002), Ütközések (2004), Utazás az éjszaka mélyén (2006), Eszeveszett küzdelem (2010), Semmi hirtelen mozdulat (2021) és A bálna (2022).
Fraser a filmes színészkedés mellett a televízióban is sikeresen szerepelt, többek között a Texas felemelkedése (2015) History minisorozatában, A viszony (2016-2017) Showtime drámasorozatában, a Bizalom (2018) FX antológia sorozatában, a Condor (2018) Epix sorozatában és a Doom Patrol (2019–napjainkig) DC Universe / HBO Max akciósorozatában.

## Filmográfia

### Film
| Év   | Magyar cím                         | Eredeti cím                           | Szerep                             | Magyar hang          |
| ---- | ---------------------------------- | ------------------------------------- | ---------------------------------- | -------------------- |
| 1991 | Kié a csúnyább?                    | Dogfight                              | matróz                             |                      |
| 1992 | Kőbunkó                            | Encino Man                            | Linkovich "Link" Chomovsky         | Boros Zoltán         |
| 1992 | Vágyak csapdájában                 | School Ties                           | David Greene                       | Minárovits Péter     |
| 1993 | A húszdolláros                     | Twenty Bucks                          | Sam Mastrewski                     | Stohl András         |
| 1993 | Kaszakő                            | Son in Law                            | Linkovich "Link" Chomovsky (cameo) |                      |
| 1993 | Örökifjú & társa                   | Younger and Younger                   | Winston Younger                    |                      |
| 1994 | Tanulj, tinó!                      | With Honors                           | Montgomery "Monty" Kessler         | Zalán János          |
| 1994 | Pancserock                         | Airheads                              | Chester "Chazz" Darby              | Galambos Péter       |
| 1994 | Pancserock                         | Airheads                              | Chester "Chazz" Darby              | Hujber Ferenc        |
| 1994 | Kő egy csapat                      | In the Army Now                       | Linkovich "Link" Chomovsky (cameo) | Bartucz Attila       |
| 1994 | Az emberkereskedő                  | The Scout                             | Steve Nebraska                     | Reisenbüchler Sándor |
| 1995 | Darkly Noon passiója               | The Passion of Darkly Noon            | Darkly Noon                        | Kautzky Armand       |
| 1995 | Tegnap és ma                       | Now and Then                          | vietnámi veterán (cameo)           | Reisenbüchler Sándor |
| 1996 | Agydrazsé                          | Brain Candy                           | placebo beteg (cameo)              |                      |
| 1996 | Árnyékfeleség                      | Mrs. Winterbourne                     | Bill / Hugh Winterbourne           | Selmeczi Roland      |
| 1996 | Glory Daze                         | Glory Daze                            | Doug (cameo)                       |                      |
| 1997 |                                    | The Twilight of the Golds             | David Gold                         |                      |
| 1997 | Az őserdő hőse                     | George of the Jungle                  | George                             | Schnell Ádám         |
| 1998 | Rólad álmodtam                     | Still Breathing                       | Fletcher McBracken                 | Stohl András         |
| 1998 | Érzelmek tengerében                | Gods and Monsters                     | Clayton Boone                      | Varga Gábor          |
| 1999 | Csapás a múltból                   | Blast from the Past                   | Adam Webber                        | Széles Tamás         |
| 1999 | Derék Dudley                       | Dudley Do-Right                       | derék Dudley                       | Széles Tamás         |
| 1999 | A múmia                            | The Mummy                             | Rick O'Connell                     | Viczián Ottó         |
| 2000 | A bájkeverő                        | Bedazzled                             | Elliot Richards                    | Széles László        |
| 2000 |                                    | Sinbad: Beyond the Veil of Mists      | Szimbád (hangja)                   |                      |
| 2001 | Talpig majom                       | Monkeybone                            | Stu Miley                          | Széles László        |
| 2001 | A múmia visszatér                  | The Mummy Returns                     | Rick O'Connell                     | Viczián Ottó         |
| 2002 | A csendes amerikai                 | The Quiet American                    | Alden Pyle                         | Czvetkó Sándor       |
| 2003 | Kis nagy színész                   | Dickie Roberts: Former Child Star     | önmaga (cameo)                     |                      |
| 2003 | Bolondos dallamok – Újra bevetésen | Looney Tunes: Back in Action          | DJ Drake / önmaga / Taz (hangja)   | Viczián Ottó         |
| 2004 | Ütközések                          | Crash                                 | Rick Cabot                         | Sótonyi Gábor        |
| 2006 | Utazás az éjszaka mélyén           | Journey to the End of the Night       | Paul                               | Viczián Ottó         |
| 2006 | Csalás és ámítás                   | The Last Time                         | Jamie Bashant                      | Rajkai Zoltán        |
| 2007 | Lélegzet                           | The Air I Breathe                     | Pleasure                           | Széles Tamás         |
| 2008 | Utazás a föld középpontja felé 3D  | Journey to the Center of the Earth    | Trevor Anderson professzor         | Széles László        |
| 2008 | A múmia: A Sárkánycsászár sírja    | The Mummy: Tomb of the Dragon Emperor | Rick O'Connell                     | Viczián Ottó         |
| 2008 | Tintaszív                          | Inkheart                              | Mortimer Folchart                  | Viczián Ottó         |
| 2009 | G. I. Joe: A kobra árnyéka         | G.I. Joe: The Rise of Cobra           | Geoffrey Stone IV őrmester (cameo) | Maday Gábor          |
| 2010 | Eszeveszett küzdelem               | Extraordinary Measures                | John Crowley                       | Széles László        |
| 2010 | Drágán add a rétedet               | Furry Vengeance                       | Dan Sanders                        | Széles László        |
| 2012 |                                    | Stand Off                             | Joe Maguire                        |                      |
| 2013 | A szörny mentőakció                | Escape from Planet Earth              | Scorch Supernova (hangja)          | Stohl András         |
| 2013 | A te eseted                        | A Case of You                         | Tony                               | Koncz István         |
| 2013 |                                    | Hair Brained                          | Leo Searly                         |                      |
| 2013 | Eszement zaci                      | Pawn Shop Chronicles                  | Ricky Baldoski                     | Széles László        |
| 2013 | Szökés (Hajsza a vadonban)         | Breakout                              | Jack Damson                        | Széles László        |
| 2013 |                                    | Gimme Shelter                         | Tom Fitzpatrick                    |                      |
| 2014 | A mogyoró-meló                     | The Nut Job                           | Grayson (hangja)                   | Kamarás Iván         |
| 2019 | Mérgező rózsa                      | The Poison Rose                       | Miles Mitchell                     | Viczián Ottó         |
| 2019 |                                    | Line of Descent                       | Charlie "Charu" Jolpin             |                      |
| 2020 |                                    | The Secret of Karma                   | Animus / Ronay                     |                      |
| 2021 | Semmi hirtelen mozdulat            | No Sudden Move                        | Doug Jones                         | Bognár Tamás         |
| 2022 | A bálna                            | The Whale                             | Charlie                            | Mészáros Máté        |
| 2023 | Megfojtott virágok                 | Killers of the Flower Moon            | W. S. Hamilton                     | Vida Péter           |
| 2024 | Balhés ikrek                       | Brothers                              | Jimmy Farful                       |                      |

### Televízió
| Év        | Magyar cím                        | Eredeti cím                       | Szerep                                                   | Megjegyzések                                                   |
| --------- | --------------------------------- | --------------------------------- | -------------------------------------------------------- | -------------------------------------------------------------- |
| 1991      |                                   | My Old School                     | Chevy                                                    | rövidfilm                                                      |
| 1991      |                                   | Child of Darkness, Child of Light | John barátja                                             | tévéfilm                                                       |
| 1991      | Áldozat (A bűnösség vélelme)      | Guilty Until Proven Innocent      | Bobby McLaughlin                                         | - tévéfilm - magyar hangja: - Haás Vander Péter - Stohl András |
| 1995      | Bukott angyalok                   | Fallen Angels                     | Johnny Lamb                                              | 1 epizód                                                       |
| 1997      |                                   | Duckman                           | Sammons Cagle (hangja)                                   | 1 epizód                                                       |
| 1997–1999 | Saturday Night Live               | Saturday Night Live               | önmaga (házigazda)                                       | 2 epizód                                                       |
| 1998      | A Simpson család                  | The Simpsons                      | Brad (hangja)                                            | 1 epizód                                                       |
| 2000–2005 | Texas királyai                    | King of the Hill                  | David Kalaiki-Ali / Irv Bennet / Jimmy Beardon (hangjai) | 2 epizód                                                       |
| 2002–2004 | Dokik                             | Scrubs                            | Ben Sullivan                                             | 3 epizód                                                       |
| 2009      | Angyali keresztszülők: Wishology! | Wishology                         | Turbo Thunder (hangja)                                   | tévéfilm                                                       |
| 2015      | Texas felemelkedése               | Texas Rising                      | Billy Anderson                                           | 5 epizód                                                       |
| 2016–2017 | A viszony                         | The Affair                        | John Gunther                                             | 6 epizód                                                       |
| 2017      |                                   | Nightcap                          | önmaga                                                   | 1 epizód                                                       |
| 2018      | Bizalom                           | Trust                             | James Fletcher Chase                                     | főszerep                                                       |
| 2018      | A keselyű három napja             | Condor                            | Nathan Fowler                                            | - visszatérő szerep - 1. évad (6 epizód)                       |
| 2018      | Titánok                           | Titans                            | Clifford "Cliff" Steele / Robotman (hangja)              | 1 epizód                                                       |
| 2019–2023 | Doom Patrol                       | Doom Patrol                       | Clifford "Cliff" Steele / Robotman                       | főszereplő                                                     |
| 2020      |                                   | Professionals                     | Peter Swann                                              | főszereplő és vezető producer                                  |

### Videójátékok
| Év   | Cím                                   | Szerep         | Megjegyzés |
| ---- | ------------------------------------- | -------------- | ---------- |
| 2008 | The Mummy: Tomb of the Dragon Emperor | Rick O'Connell | N/A        |

## Díjak, jelölések

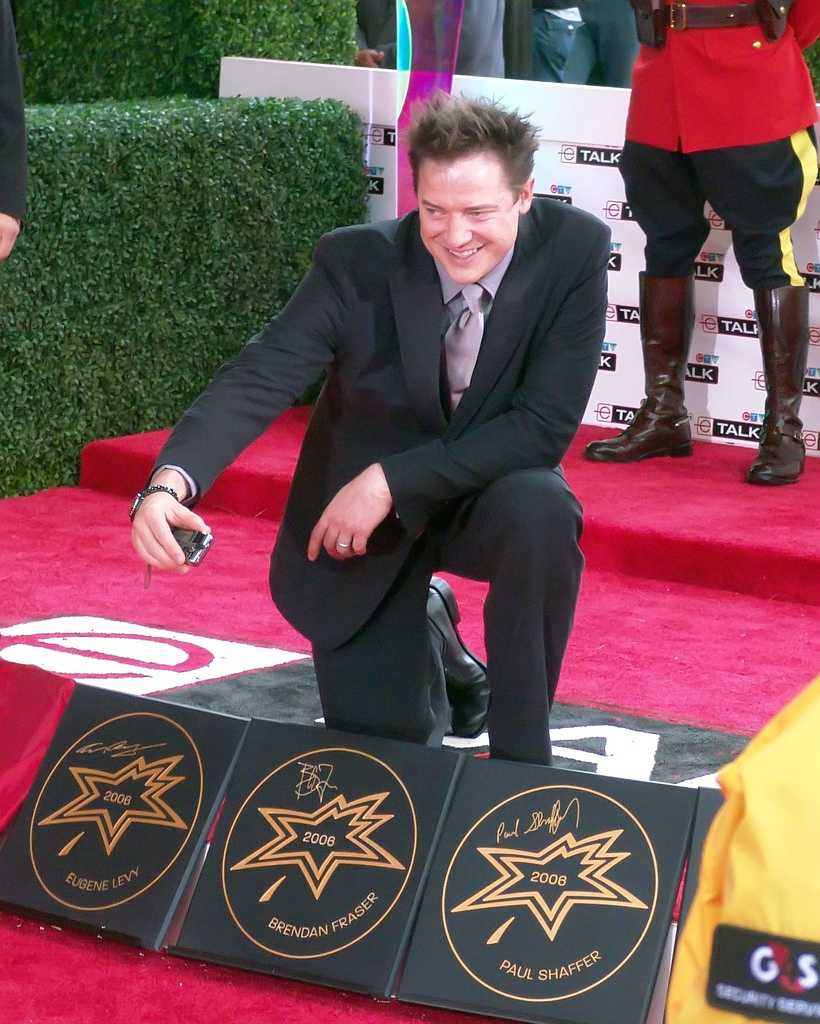
Fraser csillaga 2006-ban került fel a Canada’s Walk of Fame-re

| Év   | Díj                                                  | Kategória                                                | Eredmény  |
| ---- | ---------------------------------------------------- | -------------------------------------------------------- | --------- |
| 1997 | Seattle Nemzetközi Filmfesztivál Golden Space Needle | Legjobb színész (Rólad álmodtam)                         | Megnyerte |
| 1998 | Blockbuster Entertainment Award                      | Kedvenc színész családi filmben (Az őserdő hőse)         | Jelölés   |
| 1999 | Chlotrudis Award                                     | Legjobb mellékszereplő (Érzelmek tengerében)             | Jelölés   |
| 2000 | Blockbuster Entertainment Award                      | Kedvenc színész akciófilmben (A múmia)                   | Jelölés   |
| 2001 | Teen Choice Award                                    | Kedvenc színész (A múmia visszatér)                      | Jelölés   |
| 2005 | Gotham Awards                                        | Legjobb szereplőgárda (Ütközések)                        | Jelölés   |
| 2006 | Black Reel Awards                                    | Legjobb szereplőgárda (Ütközések)                        | Megnyerte |
| 2006 | Screen Actors Guild Awards                           | Legjobb szereplőgárda (Ütközések)                        | Megnyerte |
| 2006 | Broadcast Film Critics Choice Award                  | Legjobb szereplőgárda (Ütközések)                        | Megnyerte |
| 2008 | National Movie Award                                 | Legjobb férfi alakítás (A múmia: A Sárkánycsászár sírja) | Jelölés   |

Forrás: Imdb

## Videó
- The World of Gods and Monsters: A Journey with James Whale, Universal Studios Home Video, 1999 (Clayton Boone)